# Liste von Söhnen und Töchtern der Stadt Timișoara
Die Liste enthält zunächst Persönlichkeiten, die in Timișoara geboren sind. Die Auflistung erfolgt chronologisch nach dem Geburtsjahr.
Im Anschluss folgt eine Liste von Persönlichkeiten, deren Leben oder Werk mit Timișoara in Verbindung stehen, die jedoch andernorts geboren sind. Diese Liste ist alphabetisch den Nachnamen folgend geordnet.

## Liste von in Timișoara geborenen Persönlichkeiten

### Bis 1800

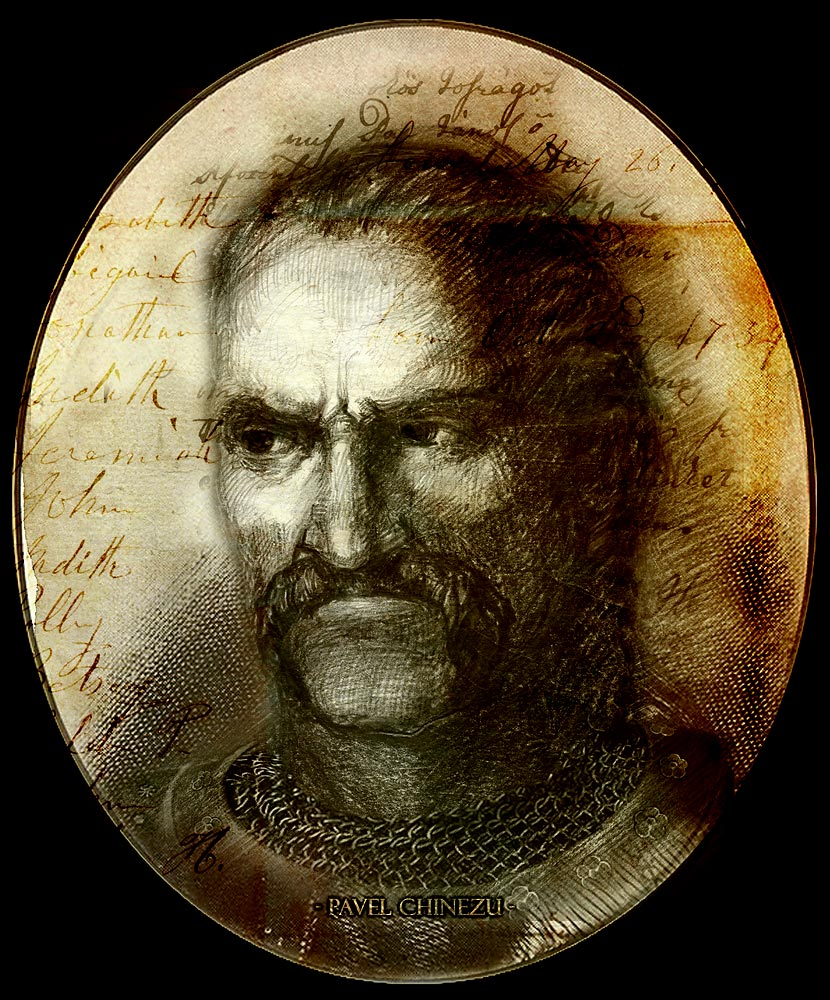
Pál Kinizsi

- Pál Kinizsi (≈1431–1494), General im Königreich Ungarn und Temescher Comes
- Pelbart von Temeswar (1435–1504), Prediger und Autor von Bibelkommentaren und Predigtsammlungen
- Moses Székely der Jüngere (1603–1658), Thronanwärter im Fürstentum Siebenbürgen
- Osman Ağa (≈1671 – n. 1725), Dolmetscher im Osmanischen Reich
- Alî aus Temeschwar (1674–1722), Siegelbewahrer des Kommandanten der Festung
- Ernst Kiss von Ittebe und Elemér (1799–1849), ungarischer Revolutionsgeneral
- József Koppold (1799–1871), banatschwäbischer römisch-katholischer Pfarrer und Malerdilettant

### 19. Jahrhundert

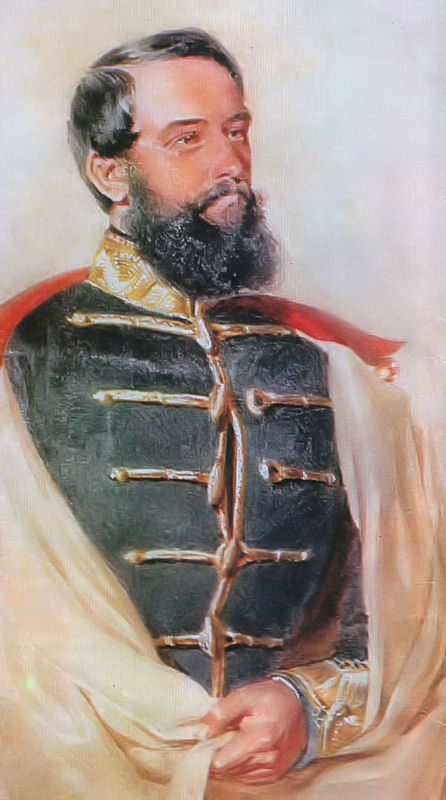
Georg Klapka

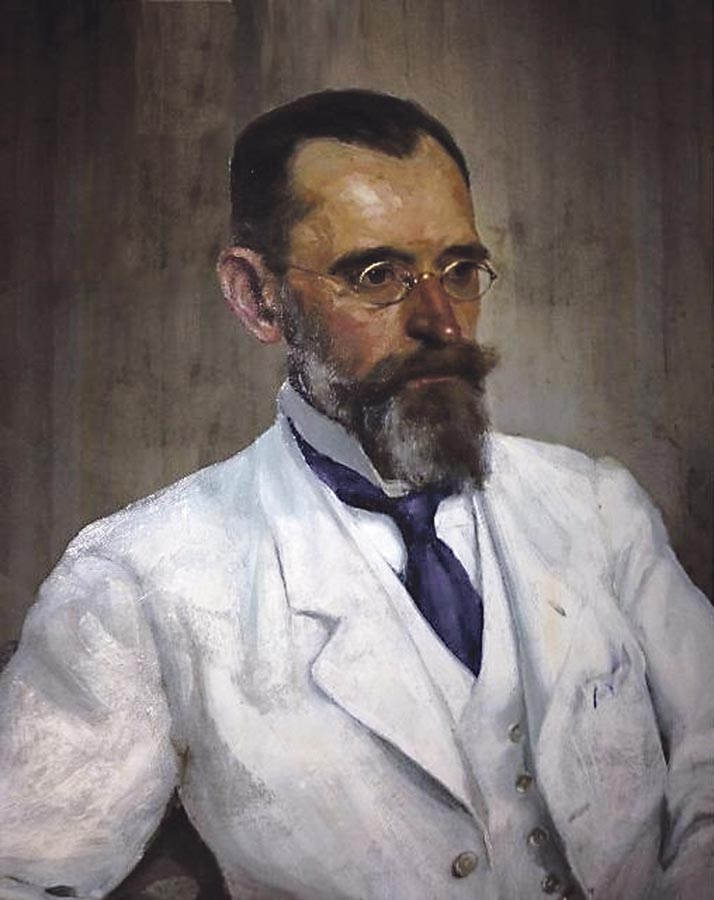
Árpád Mühle

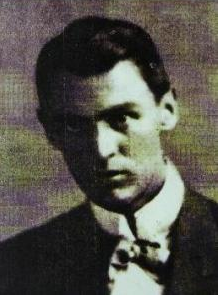
Hans Kaltneker

- Giuseppe Gebler (1812–≈1879), rumäniendeutscher Komponist
- Franz Komlósy (1817–1892), ungarischer Landschafts- und Blumenmaler
- Georg Klapka (1820–1892), ungarischer General
- Frigyes Pesty (1823–1889), ungarischer Historiker und Politiker
- Iosif Ivanovici (1845–1902), Komponist und Militärkapellmeister (Donauwellen-Walzer)
- Sándor Járay (1845–1916), ungarischer Kunstmöbelfabrikant
- Franz Joseph von Hortstein (1854–1938), österreichisch-ungarischer Feldmarschalleutnant
- Hermann Kövess von Kövesshaza (1854–1924), österreich-ungarischer Feldmarschall und letzter Oberkommandierende der k.u.k. Armee
- Franz Steiner (1855–1920), österreich-ungarischer Theaterdirektor
- Alfred von Domaszewski (1856–1927), österreich-ungarischer Althistoriker
- Rosa Axamethy (1857–nach 1913), österreichische Schriftstellerin
- Gabor Steiner (1858–1944), österreich-ungarischer Theaterdirektor
- Adolf Hirémy-Hirschl (1860–1933), österreichischer Maler
- Ludwig Kayser von Gáad (1862–1945), römisch-katholischer Dompropst der Diözese Timișoara
- Franz Blaskovics (1864–1937), römisch-katholischer Dompropst und Generalvikar der Diözese Timișoara, Politiker der Volksgruppe der Banater Schwaben
- Ernst Gotthilf (1865–1950), österreichischer Architekt
- Guido von Pogatschnigg (1867–1937), rumäniendeutscher Komponist, Kirchenmusiker und Musikpädagoge
- Alexander Sándor Járay (1870–1943), Bildhauer
- Árpád Mühle (1870–1930), Landschaftsarchitekt, Rosenzüchter, k. u. k. Kommerzienrat und Fachautor
- Victor Nováček (1875–1914), tschechischer Geiger und Musikpädagoge
- Michael Kausch (1877–1942), Bildungspolitiker für das deutsche Schulwesen im rumänischen Parlament
- Franz Xaver Kappus (1883–1966), Schriftsteller und Journalist, Herausgeber Rainer Maria Rilkes Briefe an einen jungen Dichter
- Ferenc Marschall (1887–1970), Jurist und Politiker
- Nándor Gallas (1889–1949), ungarisch-rumänischer Bildhauer
- Arnold Hauser (1892–1978), ungarisch-deutscher Kunsthistoriker
- Francesco Illy (1892–1956), Unternehmer, Gründer von illycaffè
- Grete Lundt (1892–1926), österreichische Schauspielerin
- Hans Kaltneker (1895–1919), österreichischer Erzähler, Lyriker und Dramatiker, Vertreter des österreichischen Expressionismus
- Karl Kerényi (1897–1973), Philologe und Religionswissenschaftler
- Zdenko Kestranek (1897–1976), Lehrer für Sprech- und Stimmbildung an der Akademie für Musik und darstellende Kunst und dem Max Reinhardt Seminar in Wien
- Leonardo Aramesco (1898–1946), ungarischer Tenor
- Franz Liebhard (1899–1989), deutsch-ungarischer Dichter

### 20. Jahrhundert

#### 1901 bis 1920

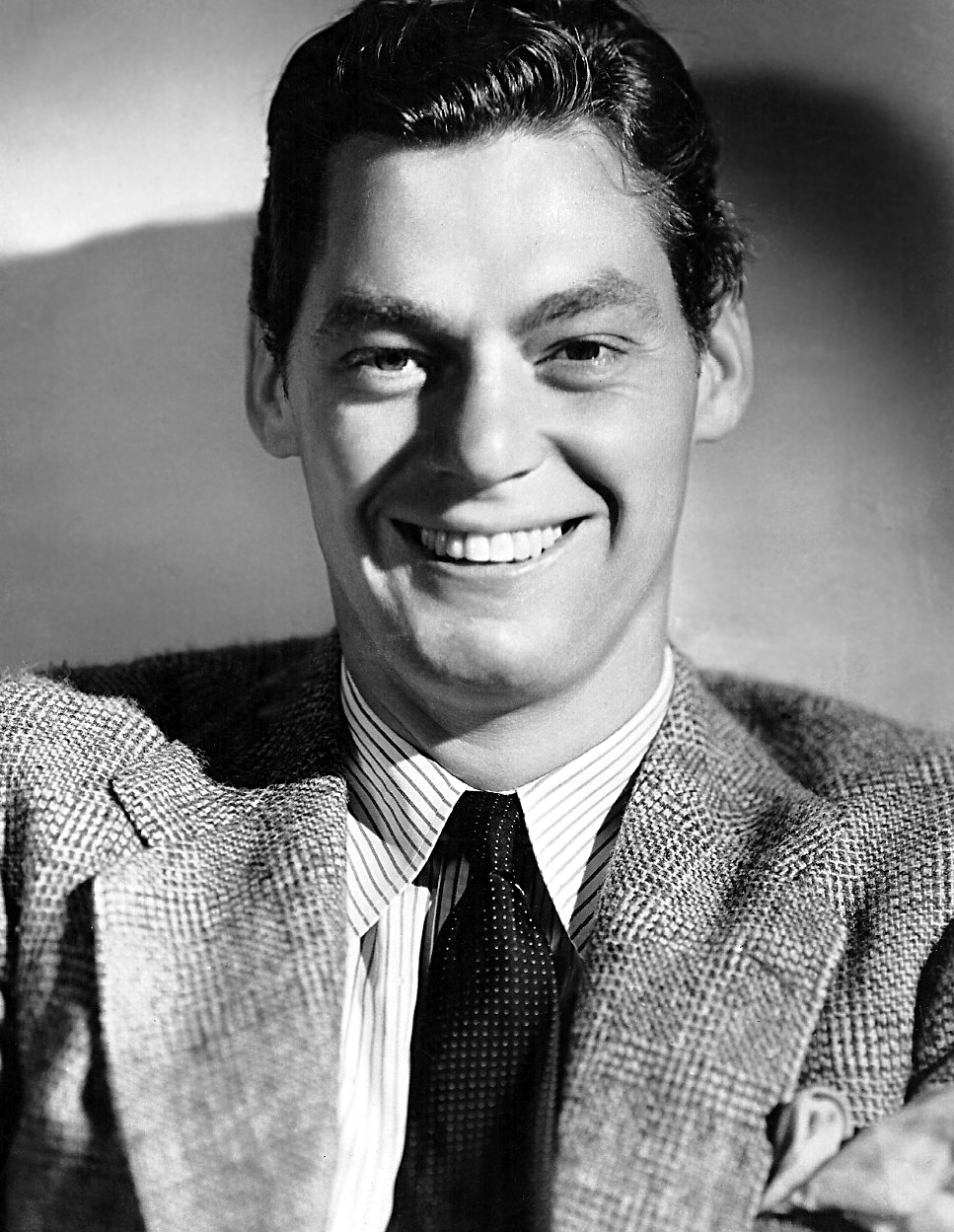
Johnny Weissmüller

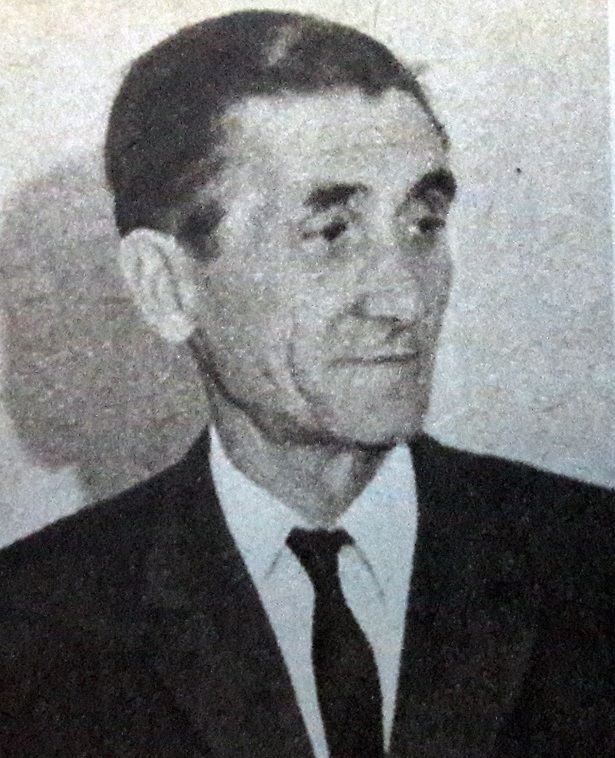
Emerich Vogl

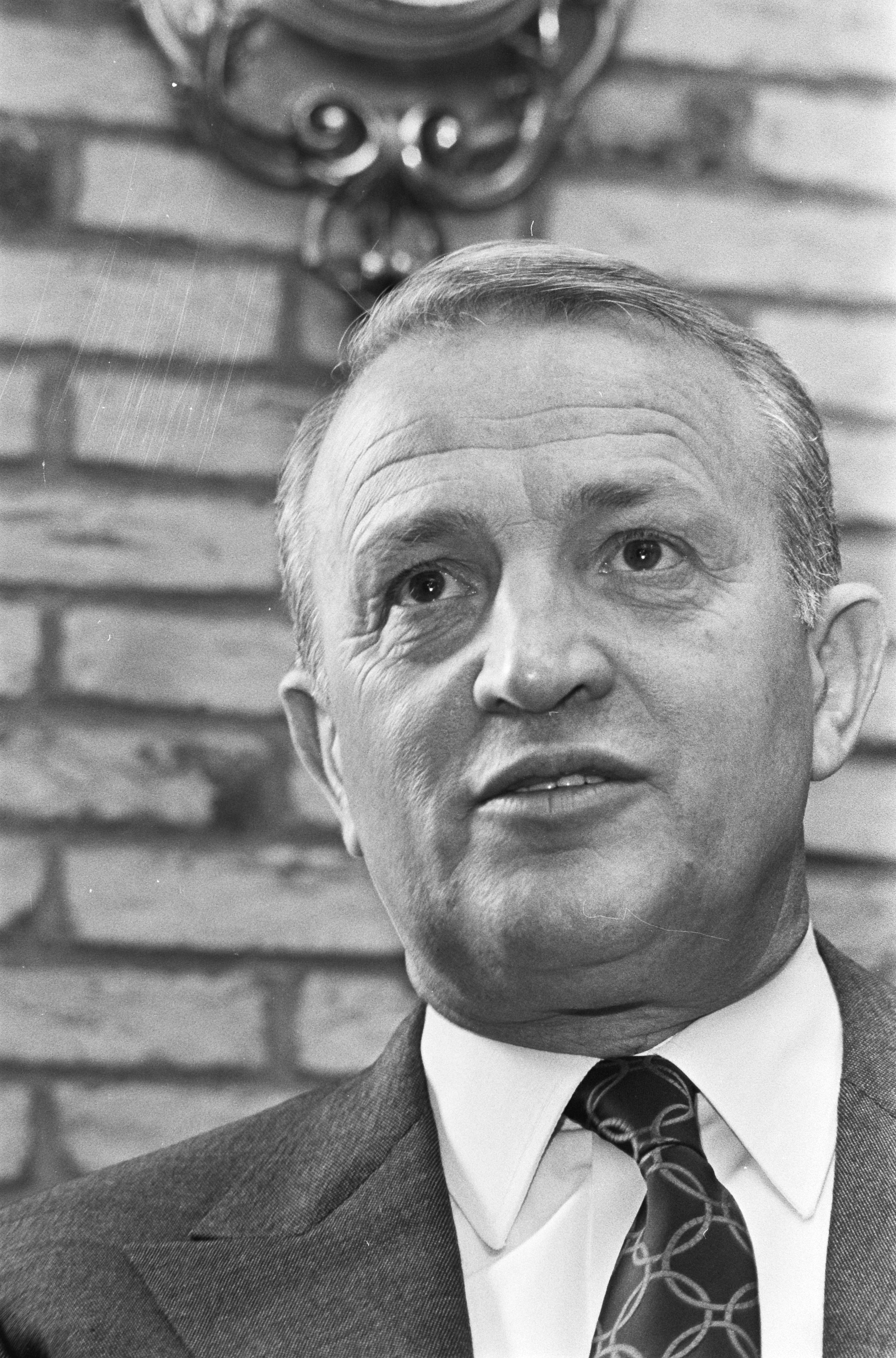
Ștefan Kovács

- Rudolf Wetzer (1901–1993), Fußballspieler und Fußballtrainer
- Samuel Zauber (1901–1986), Fußballspieler
- J. Edward Bromberg (1903–1951), US-amerikanischer Schauspieler
- Edith Donat (1904–1990), deutsche Pädagogin
- Zita Johann (1904–1993), US-amerikanische Schauspielerin
- Johnny Weissmüller (1904–1984), Tarzandarsteller und Leistungsschwimmer, geboren im heutigen Stadtteil Freidorf
- Ella Philip (1905–1976), Pianistin und Musikpädagogin
- Mihai Tänzer (1905–1993), rumänischer und ungarischer Fußballspieler
- Emerich Vogl (1905–1971), Fußballspieler und -trainer
- Petre Steinbach (1906–1996), Fußballspieler
- Ilie Subășeanu (1906–1980), Fußballspieler
- William Zombory (1906–1993), Fußballspieler
- Adalbert Steiner (1907–1984), Fußballspieler
- Rudolf Bürger (1908–1980), Fußballspieler und -trainer
- Elek Schwartz (1908–2000), von 1957 bis 1964 niederländischer Fußball-Nationaltrainer
- Vasile Deheleanu (1910–2003), Fußballspieler
- Rudolf Hollinger (1910–1997), Dichter, Lehrer, Dramaturg
- Gusztáv Juhász (1911–2003), Fußballspieler
- Rudolf Kotormány (1911–1983), Fußballspieler
- Dumitru Pavlovici (1912–1993), Fußballtorhüter
- Hans Thurn (1913–2002), deutscher Autor, Übersetzer und Journalist
- Irene Mokka (1915–1973), Schriftstellerin, Lyrikerin, Pianistin
- Robert Klein (1918–1967), Philosoph und Kunsthistoriker
- Maria Pechtol (1918–2003), Germanistin, Sprachwissenschaftlerin
- Adalbert Kovács (1920–1999), Fußballspieler
- Ștefan Kovács (1920–1995), Fußballspieler und Fußballtrainer
- Matthias Schork (1920–1979), Hochschullehrer und Komponist, Leiter des Schubert-Chors Temeswar
- Ladis Schwartz (1920–1991), Bildhauer

#### 1921 bis 1940

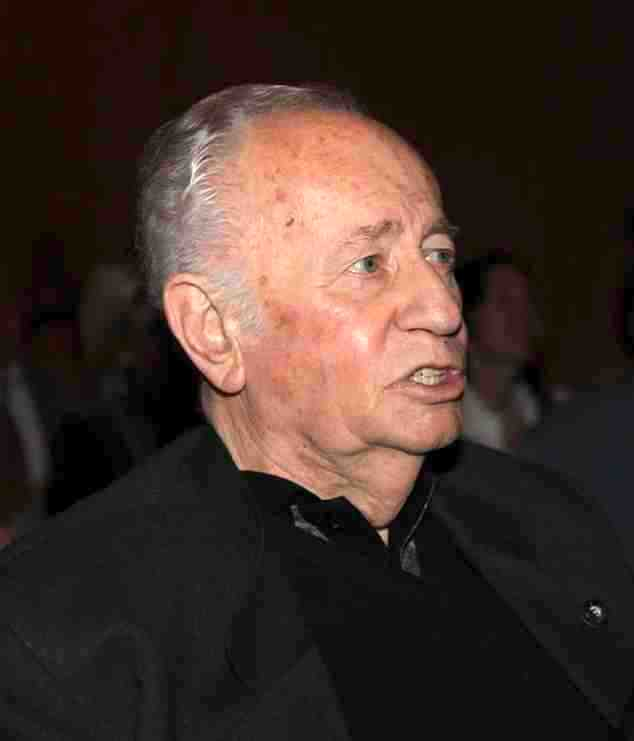
Erich Pfaff

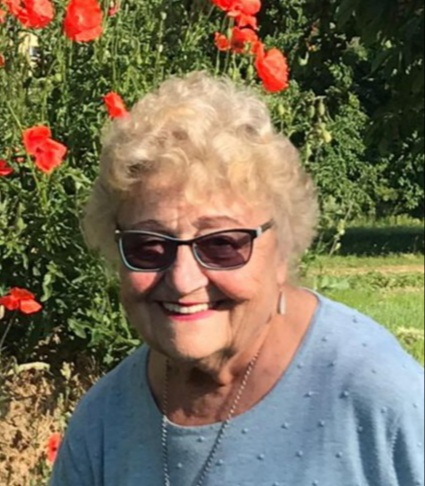
Nora Schütz Minorovics

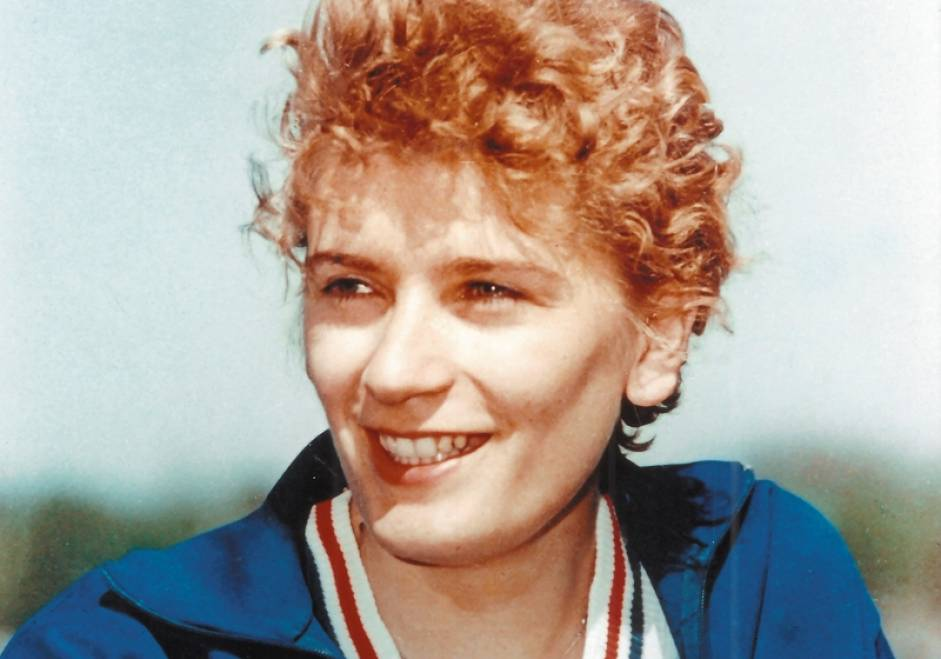
Iolanda Balaș

- Iosif Petschovski (1921–1968), rumänischer und ungarischer Fußballspieler
- Erwin Ringel (1921–1994), österreichischer Arzt und Vertreter der Individualpsychologie
- Iosif Ritter (1921–2006), Fußballspieler und -schiedsrichter
- Irmgard Schati (1921–1992), Schauspielerin am Deutschen Staatstheater Temeswar
- Viorel Cosma (1923–2017), Musikwissenschaftler und -pädagoge
- Maleen Pacha (1923–2000), deutsche Filmarchitektin und Kostümbildnerin
- Peter Szaif (1923–1970), deutscher Bildhauer
- Johanna Martzy (1924–1979), Violonistin[1]
- Wilhelm Weber (1924–2016), Heimatforscher, Buchautor, Lehrer, Bibliothekar
- Klaus Kessler (1925–2005), rumäniendeutscher Arzt, Schriftsteller, Übersetzer und Musikkritiker
- Waldemar Wittmann (1925–1988), deutscher Ökonom
- Adalbert Androvits (1926–2005), Fußballspieler
- Julius Vollmer (1927–2014), Schauspieler, Mitbegründer des Deutschen Staatstheaters Timișoara
- Ivan Denes (1928–2011), Journalist und Schriftsteller
- Petre Bădeanțu (1929–1993), Fußballspieler
- Erich Pfaff (1930–2011), Professor für Architekturgeschichte und Erster Vorsitzender des Demokratischen Forums der Deutschen im Banat
- Hedi Hauser (1931–2020), Kinderbuchautorin
- Francisco Kröpfl (1931–2021), argentinischer Komponist
- Emmerich Schäffer (1931–1999), Schauspieler
- Helmut Schneider (* 1931), Ehrenbürger der Stadt Temeswar und Träger des Bundesverdienstkreuzes am Bande der Bundesrepublik Deutschland
- Hildegard Kremper-Fackner (1933–2004), Malerin und Graphikerin
- Alexander Šumski (1933–2022), Musikwissenschaftler, Pianist, Dirigent und Komponist; Ehrenbürger der Stadt Temeswar
- Gottfried Habenicht (* 1934), deutscher Musikethnologe und Musikwissenschaftler
- Abraham Klein (* 1934), israelischer Fußballschiedsrichter
- Robert Schiff (* 1934), deutscher Maler und Schriftsteller
- Nora Schütz Minorovics (* 1934), Künstlerin
- Ervin Acél (1935–2006), ungarisch-rumänischer Dirigent
- Nikolaus Berwanger (1935–1989), deutscher Schriftsteller und Journalist
- Ioan Holender (* 1935), Direktor der Wiener Staatsoper
- Erzsébet Vígh (* 1935), Speerwerferin
- Iolanda Balaș (1936–2016), Hochspringerin
- Michael Charisch (* 1936), israelischer Politiker
- Elena Dobrovolschi (* 1936), Kunstturnerin
- Peter Freund (1936–2018), US-amerikanischer theoretischer Physiker
- Peter Hammer (1936–2006), Mathematiker
- Hans Moser (* 1937), Handballspieler und -trainer
- Reuven Ramaty (1937–2001), israelischer in den USA tätiger Astrophysiker
- Yehuda Yannay (1937–2023), israelischer Komponist
- Johanna Obermüller (* 1938), bildende Künstlerin
- Richard Oschanitzky (1939–1979), Komponist, Pianist und Jazzmusiker
- Diet Sayler (* 1939), deutscher Maler und Bildhauer, Hochschullehrer
- Gerhard Brössner (* 1940), Schauspieler

#### 1941 bis 1960

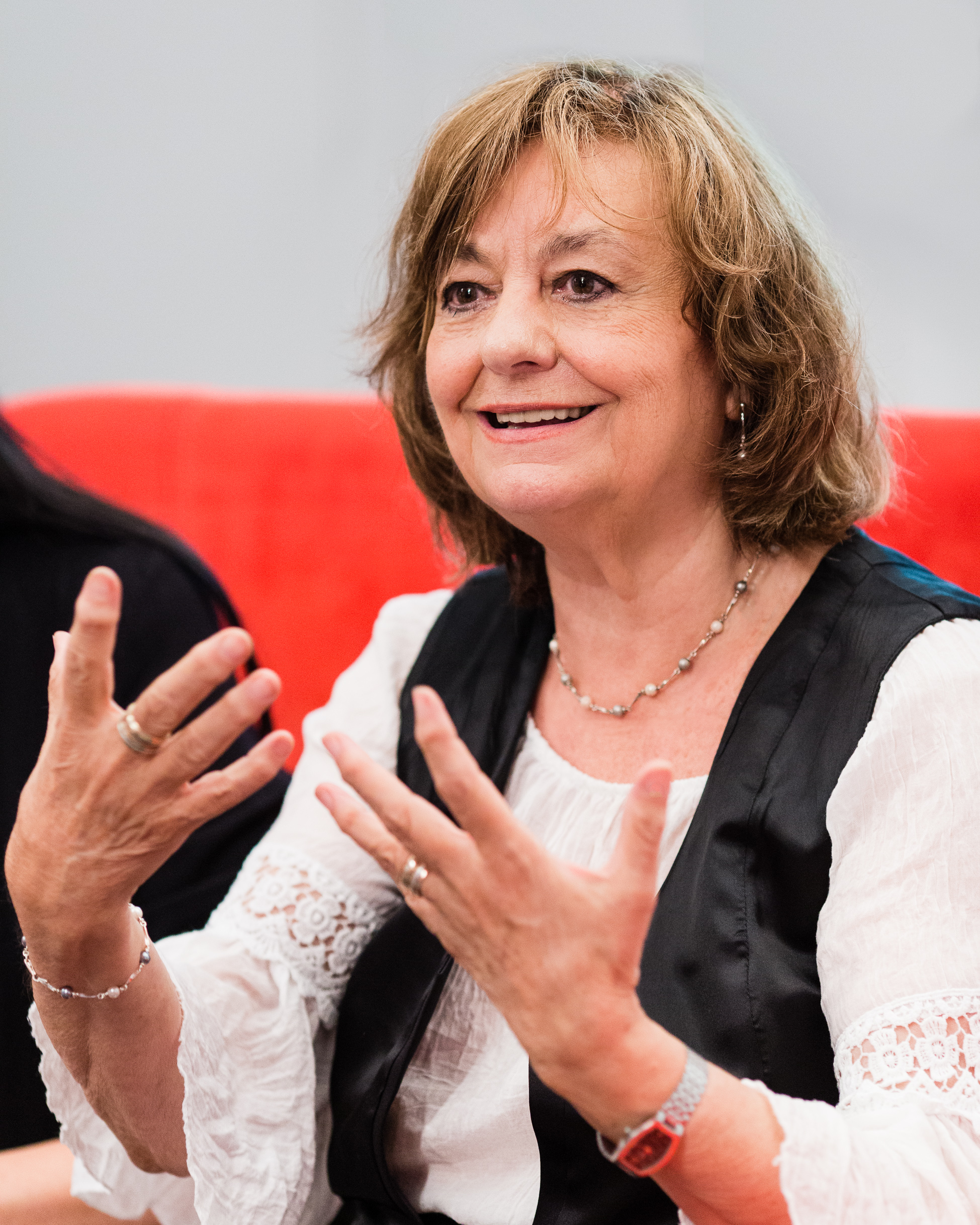
Ana Blandiana

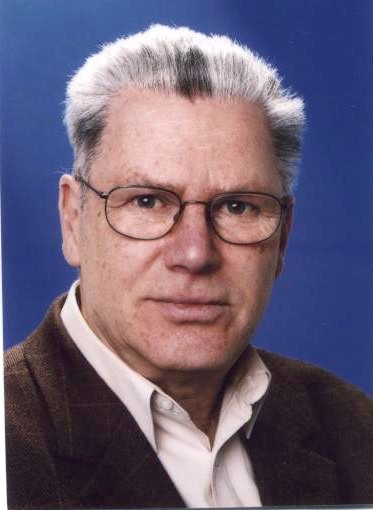
Hans Fink

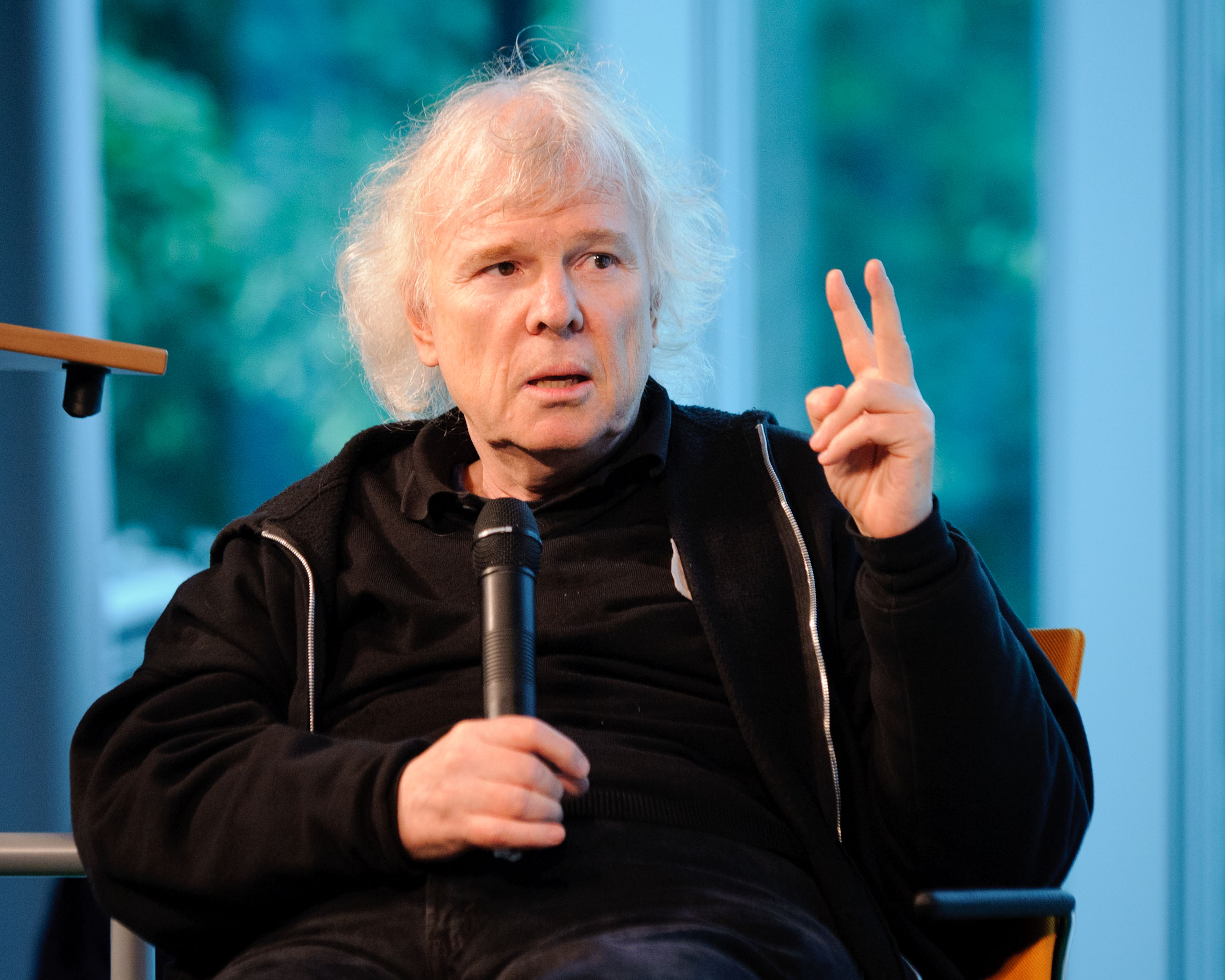
Andrei S. Markovits

- Gertrude Baumstark (1941–2020), rumäniendeutsche  Schachmeisterin
- Ingo Glass (1941–2022), Bildhauer
- Erwin Kecsek (* 1941), Tänzer, Choreograf, Regisseur und Akademieprofessor[2]
- Bujor Hălmăgeanu (1941–2018), Fußballspieler
- Ana Blandiana (* 1942), Dichterin und Bürgerrechtlerin
- Ion Drîmbă (1942–2006), Fechter
- Hans Fink (* 1942), Journalist und Publizist
- Alexandru Moisuc (* 1942), Agrarwissenschaftler und Universitätsrektor
- Helmut Stürmer (* 1942), deutscher Bühnenbildner und Kostümbildner
- Ildikó Jarcsek-Zamfirescu (1944–2019), Schauspielerin und Intendantin des Deutschen Staatstheaters Temeswar
- Wolfgang Sauer (* 1944), Brigadegeneral des Heeres der Bundeswehr
- Eduard Schneider (* 1944), Germanist, Rumänist und Zeitungsredakteur
- George Lusztig (* 1946), Mathematiker
- Gheorghe Ciuhandu (* 1947), Politiker und Oberbürgermeister von Timișoara seit 1996
- Robert Dornhelm (* 1947), österreichischer Filmregisseur
- Ida Jarcsek-Gaza (* 1947), Schauspielerin
- Eva Haller (* 1948), Journalistin, Mitbegründerin der Europäischen Janusz Korczak Akademie
- Aneta Matei (* 1948), Ruderin
- Andrei S. Markovits (* 1948), US-amerikanischer Politikwissenschaftler und Soziologe
- Mihai Opriș (* 1948), Architekt und Architekturforscher
- Anton Anton (* 1949), Politiker und Ingenieur
- Marianne Hirsch (* 1949), rumänisch-US-amerikanische Literaturwissenschaftlerin
- Ioan Mihai Cochinescu (* 1951), Schriftsteller, Kunstfotograf und Professor Doktor der Ästhetik
- Dorél Dobocan (* 1951), rumänisch-deutscher Maler
- Andrei Ujica (* 1951), Autor, Regisseur und Drehbuchautor
- Maria Moșneagu (* 1953), Ruderin
- Roxana Nubert (* 1953), Germanistin, Romanistin

#### 1961 bis 1980

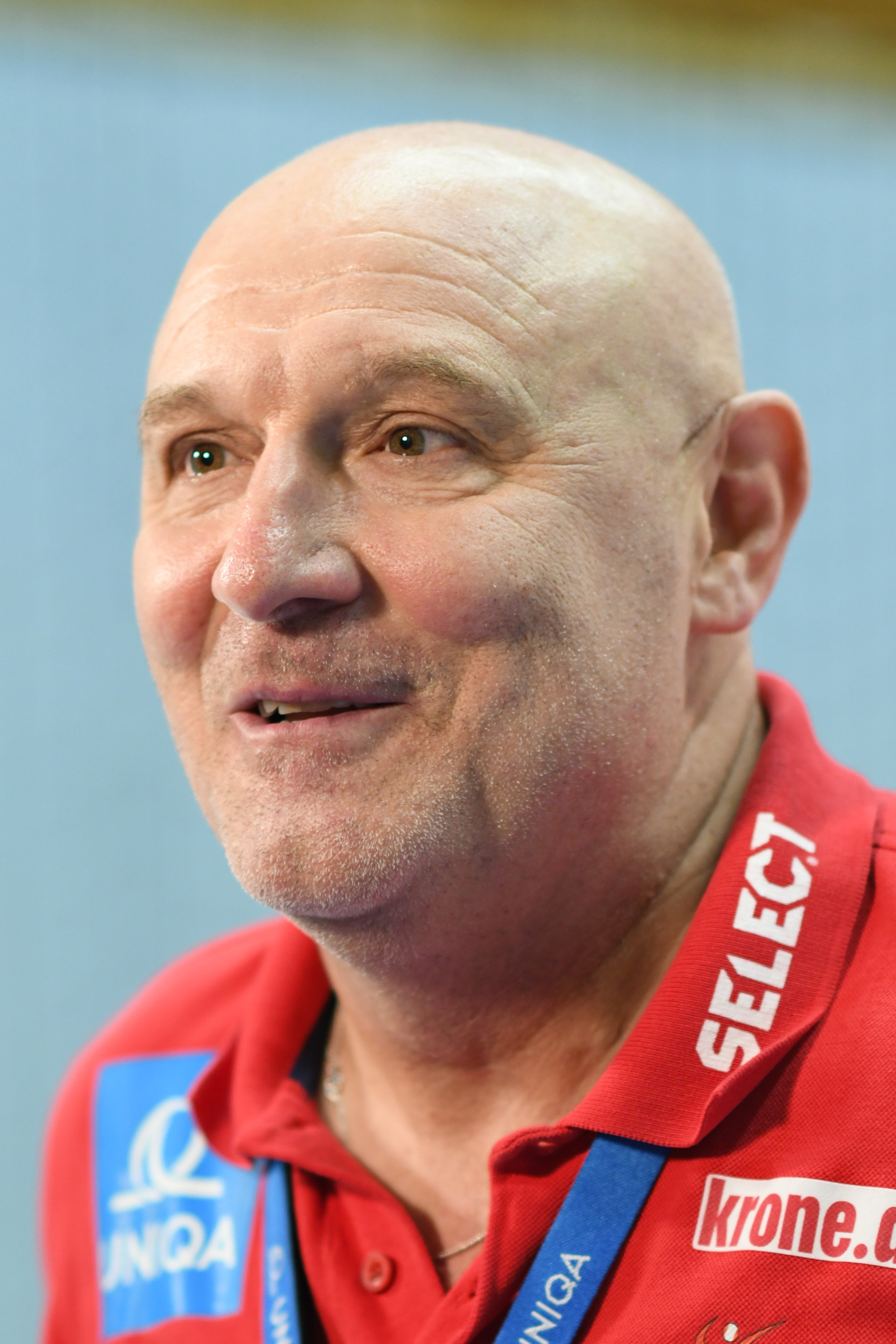
Herbert Müller

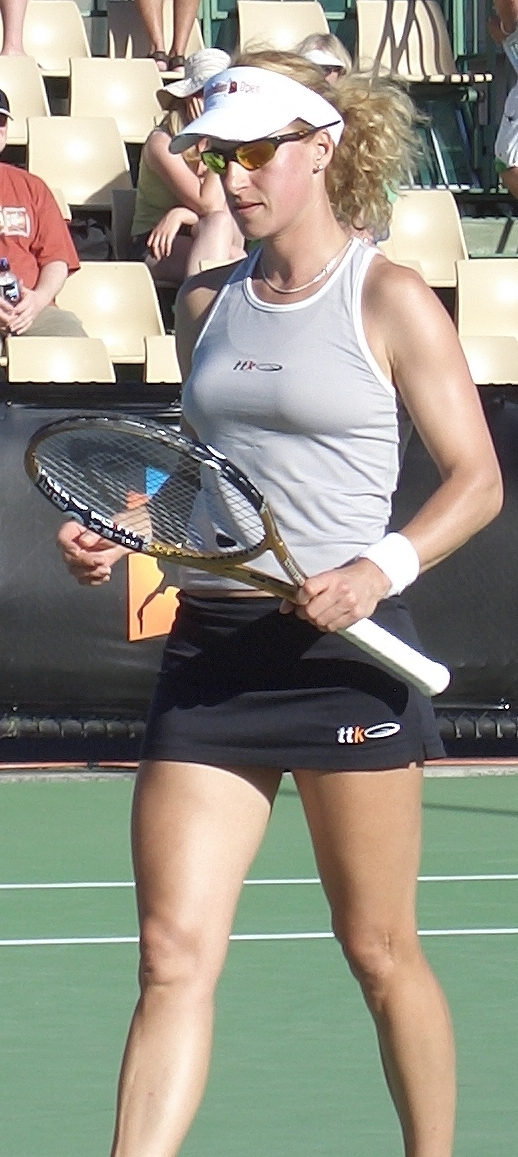
Andreea Ehritt-Vanc

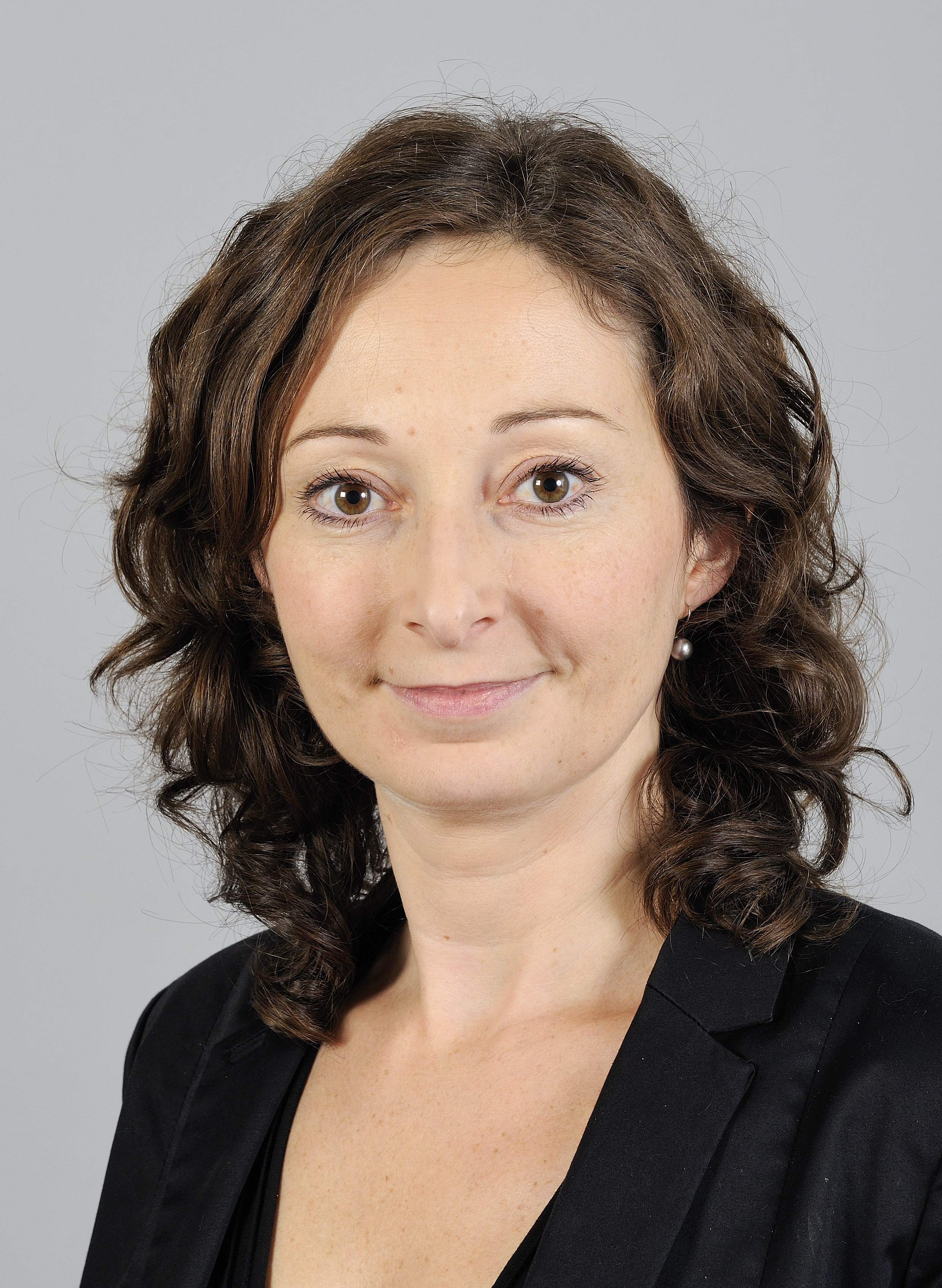
Ramona Pop

- Herbert Müller (* 1962), deutscher Handballspieler und -trainer
- Aurora Pleșca (* 1963), Ruderin
- Catalin Dorian Florescu (* 1967), deutschsprachiger Schriftsteller
- Colin Kolles (* 1967), deutscher Zahnarzt und Teamchef von Hispania Racing F1
- Ersilia Alexa (* 1968), rumänische Hochschullehrerin der Chemie und Nahrungsmitteltechnologie in Timişoara
- Alin Albu-Schäffer (* 1968), deutscher Robotiker, Institutsdirektor am Deutschen Zentrum für Luft- und Raumfahrt
- Adrian Constantin (* 1970), Mathematiker
- Alin Artimon (* 1971), Fußballspieler und -trainer
- Dan Mihalache (* 1971), Politiker und Mitglied des Europäischen Parlaments für die Partidul Social Democrat
- Nikolaus Pethö (1971–2019), deutscher Politiker (AfD)
- Emerich Vogl (* 1971), Fußballspieler und Trainer
- Alin Carabet (* 1972), Agrarwissenschafter
- Andreea Ehritt-Vanc (* 1973), Tennisspielerin
- Hermine May (* 1973), Opern- und Konzertsängerin
- Teodor-Ioan Trașcă (* 1973), Ingenieur, Universitätsprofessor und Prorektor der USAB-TM (2012–2016)
- Alexander Gerdanovits (* 1974), Schriftsteller
- Alexandru Pelici (* 1974), Fußballspieler
- Carol Vitéz (* 1974), rumänisch-ungarischer Violinist, Dirigent und Komponist
- Cosmin Contra (* 1975), Fußballspieler
- JoKeR (* 1976, wirklicher Name Jens Konnerth), deutscher Zeichner
- Ramona Pop (* 1977), deutsche Politikerin (Bündnis 90/Die Grünen)
- Ciprian George Fora (* 1978), Universitätsprofessor für Forstwissenschaft und Leiter der Ackerbauschule Vojteg
- Hans-Thomas Tillschneider (* 1978), deutscher Islamwissenschaftler, Publizist und Politiker der AfD
- Sandra Romain (* 1978), Pornodarstellerin
- Colin Buzoianu (* 1979), Schauspieler
- Lucian Kieser (* 1979), deutscher Basketballspieler
- Herbert Schuch (* 1979), Pianist
- Carmen Birk (* 1980), Schauspielerin
- Cristian Măcelaru (* 1980), Dirigent
- Miss Platnum (* 1980), deutsch-rumänische Musikerin
- Bettina Tita (* 1980), Multimediakünstlerin

#### 1981 bis 2000
- Paul Codrea (* 1981), Fußballspieler
- Alin Coțan (* 1982), Fußballspieler
- Sergiu Luca (* 1982), Profitänzer
- Adrian Cruciat (* 1983), Tennisspieler
- Cristian Ianu (* 1983), Fußballspieler
- János Székely (* 1983), Fußballspieler
- Edina Gallovits (* 1984), Tennisspielerin

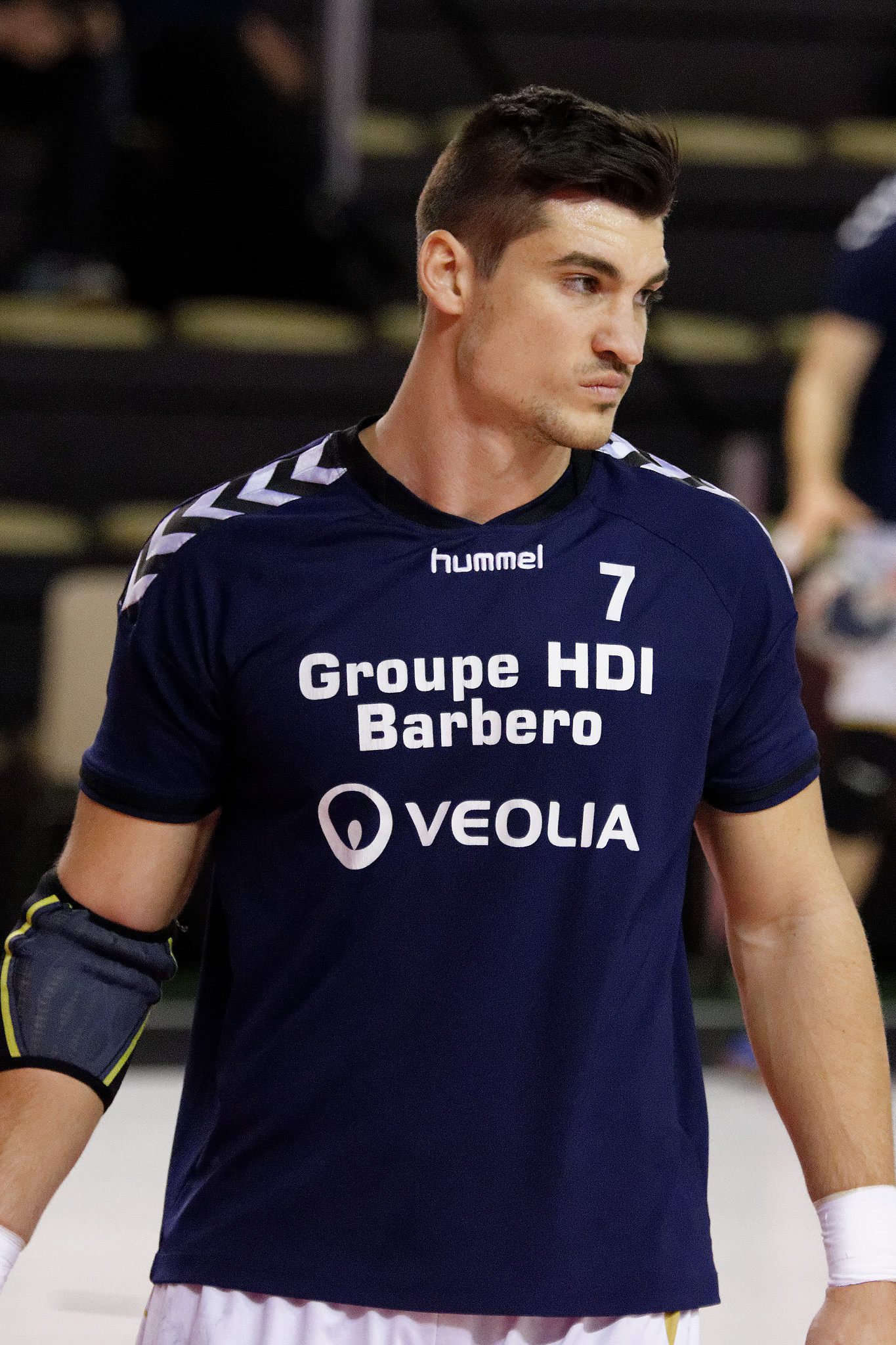
Alexandru Viorel Șimicu

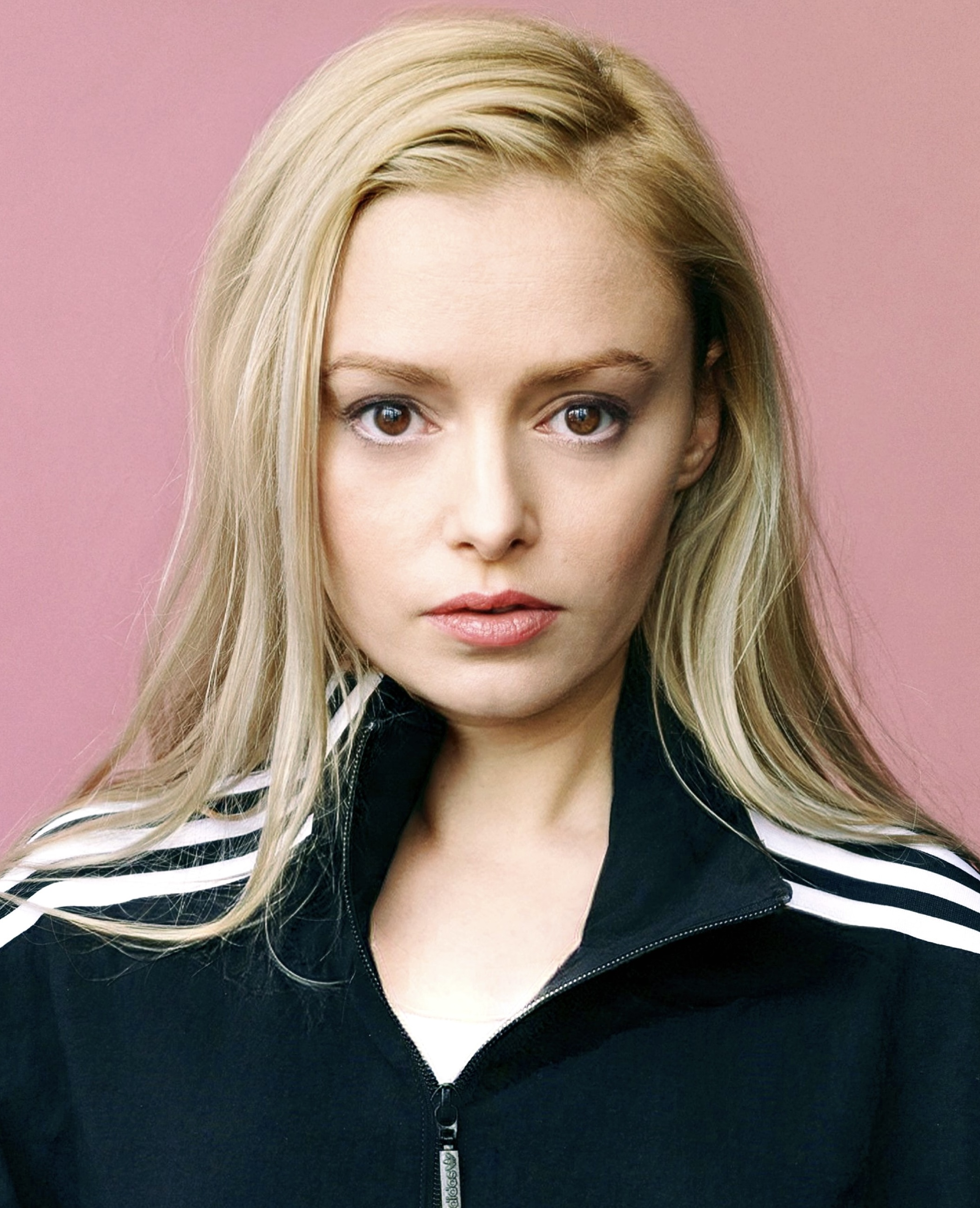
Anne-Marie Waldeck

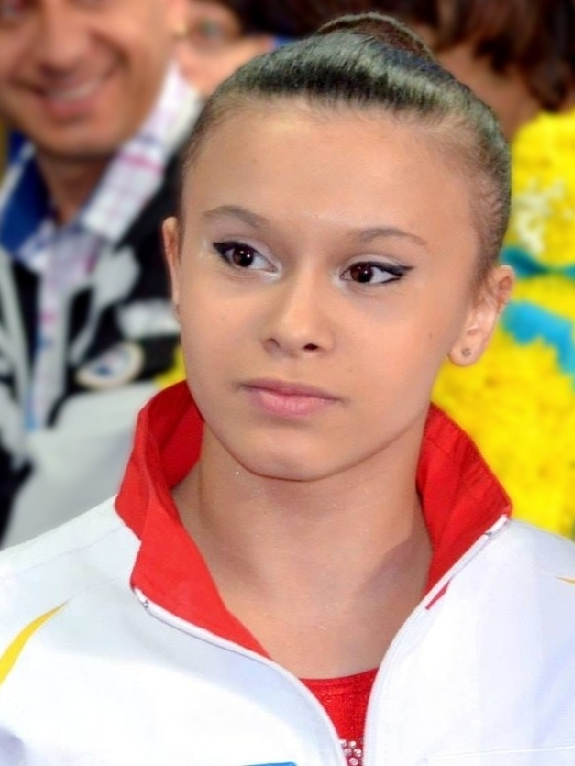
Diana Bulimar

- Róbert Mike (* 1984), ungarischer Kanute
- Alke Stachler (* 1984), deutsche Autorin und Lyrikerin
- Andreea Ulmeanu (* 1984), Kunstturnerin
- Sarah Berger (* 1985), deutsch-rumänische Schriftstellerin, Fotografin und Feministin
- Anca Brașoveanu (* 1985), Pianistin[3]
- Christin Heim (* 1985), deutsche Schauspielerin
- Srdjan Luchin (* 1986), Fußballspieler
- Zoltan Mesko (* 1986), rumänisch-US-amerikanischer American-Football-Spieler
- Robert Tari (* 1987), Schriftsteller
- Oana Nechiti (* 1988), Tänzerin und Choreografin
- Alexandru Viorel Șimicu (* 1988), Handballspieler
- Sabina-Francesca Foișor (* 1989), Schachspielerin
- Gabriel Torje (* 1989), Fußballspieler
- Raimond Scheirich (* 1990), deutscher Politiker (AfD)
- Sabine Klimek (* 1991), Handballspielerin
- Marius-Andrei Balan (* 1991), Tänzer-Latein und Tanz-Trainer[4]
- Romario Benzar (* 1992), Fußballspieler
- Sonia Olariu (* 1992), Badmintonspielerin
- Anne-Marie Waldeck (* 1992), deutsche Theater- und Fernsehschauspielerin
- Cosmin Dumitrache (* 1994), Hürdenläufer
- Samuel Feraru (* 1994), Fußballspieler
- Mihaela-Veronica Foișor (* 1994), Schachspielerin
- Diana Bulimar (* 1995), Kunstturnerin
- Cristina Bălan (* 1998), Leichtathletin
- Marius Marin (* 1998), Fußballspieler

### 21. Jahrhundert
- Anca Todoni (* 2004), Tennisspielerin

## Persönlichkeiten, die in Timișoara verstorben sind

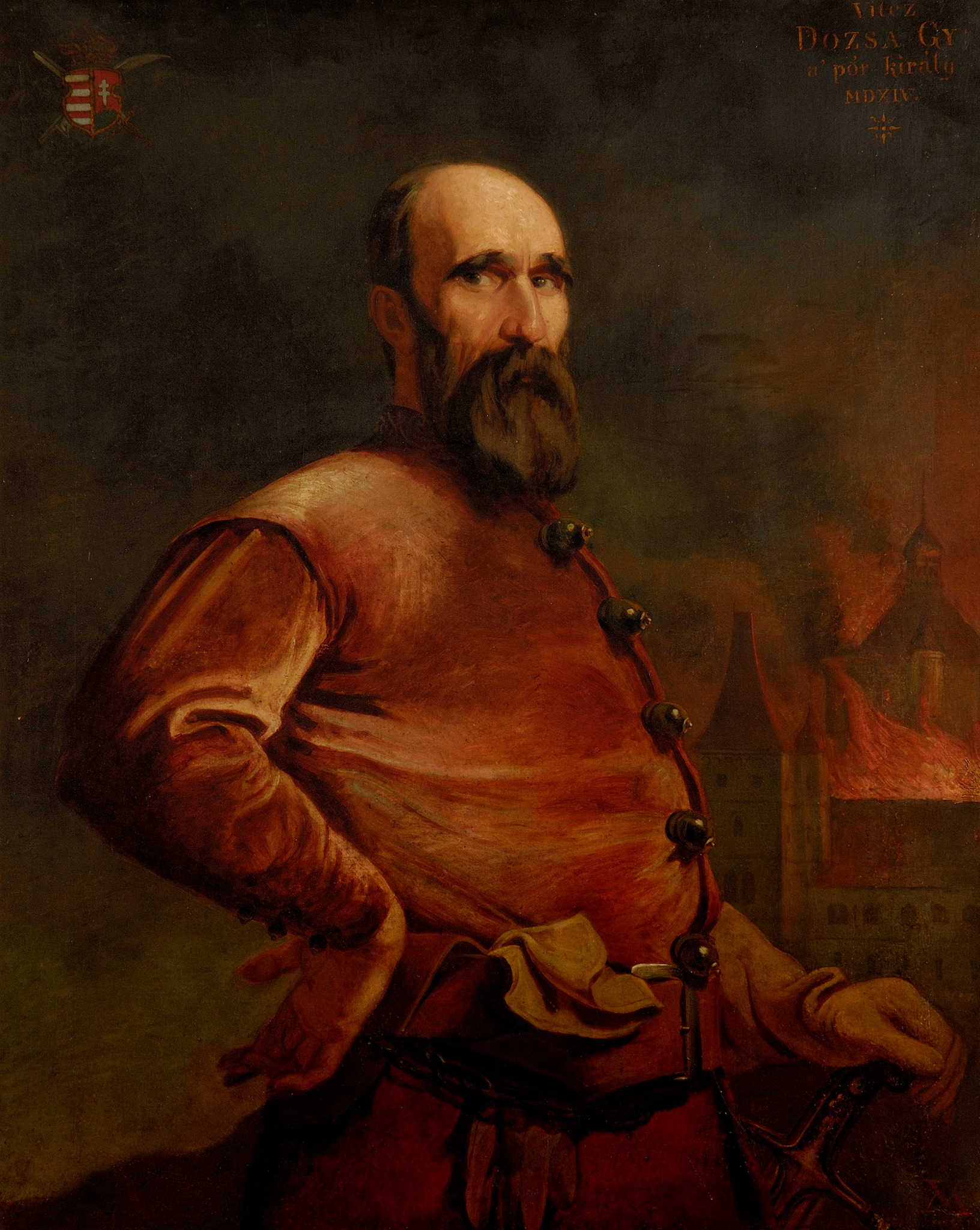
György Dózsa

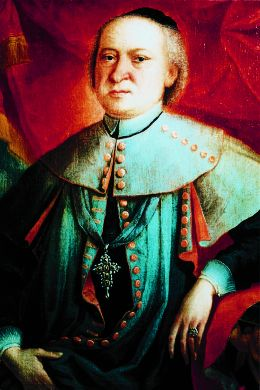
Adalbert von Falkenstein

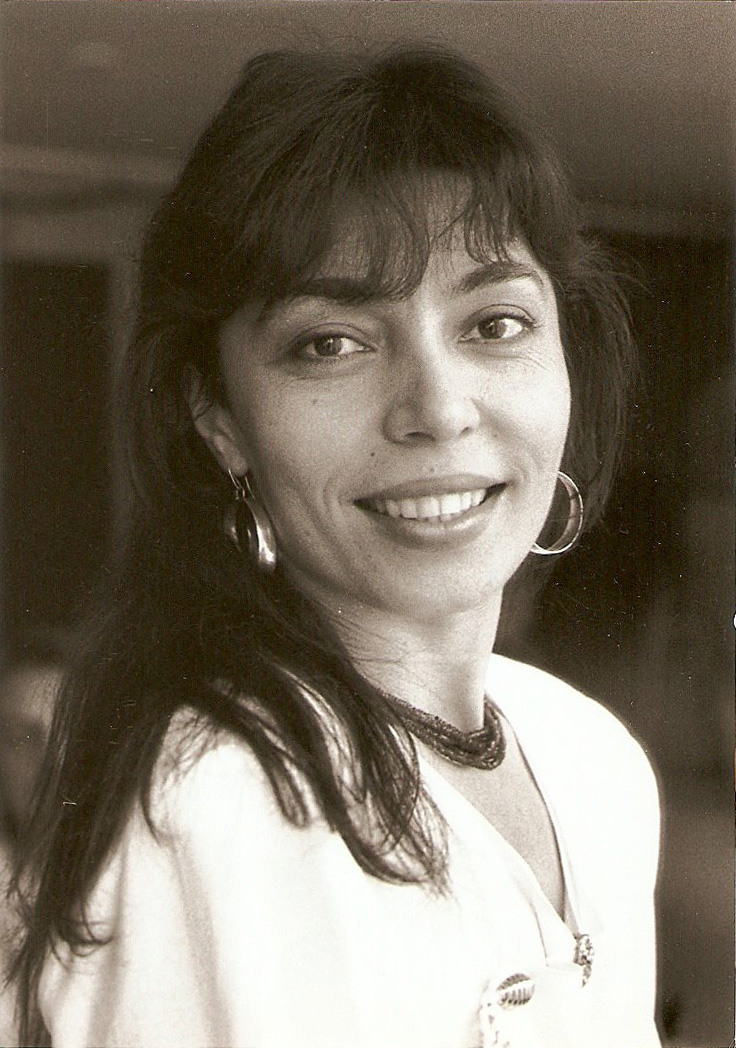
Anca Parghel

- György Dózsa († 1514), Szekler aus Siebenbürgen
- Adalbert von Falkenstein († 1739), Bischof des Bistums Szeged-Csanád, Erbauer des Doms zu Temeswar
- Ladislaus Kőszeghy von Remete († 1828), Bischof des Csanáder Bistums
- Anton Török († 1832), Bischof des Bistums Csanád
- Georg von Rukavina († 1849), altösterreichischer General
- Franz Anton Engl Graf von Wagrain († 1777), Bischof des Csanáder Bistums
- Sándor II. Bonnaz († 1889), Bischof des Csanáder Bistums
- Wilhelm Mühle († 1908), Landschaftsarchitekt und Rosenzüchter
- Karl Rudolf Karrasz († 1912), Komponist, Pianist und Musikpädagoge
- Karl Telbisz († 1914), Bürgermeister von Timișoara
- Stefan Pacha († 1924), Abtpfarrer
- Georg Bauer († 1925), Banater Schwabe, Domherr der Cenader Diözese
- Heinrich Christian Baader († 1928), deutscher Ingenieur, Direktor der Straßenbahngesellschaft Temesvár
- László Székely († 1934), Leitender Architekt in Timișoara, von ungarischer Abstammung
- Carl Leopold Wegenstein († 1937), österreichischer Orgelbauer
- Augustin Pacha († 1954), römisch-katholischer Bischof
- Josef Zauner († 1959), rumäniendeutscher Verleger, Esperantist und Pionier der europäischen Einigung
- Josef Schütz († 1960), deutscher Pädagoge, Direktor des Deutschen Römisch-Katholischen Knabenlyzeums an der Banatia
- Franz Waschek († 1961), rumäniendeutscher Chorleiter, Kirchenmusiker und Komponist
- Joseph Pless († 1969), Ordinarius substitutus des Bistums Timișoara
- Hermann Klee († 1970), deutscher Komponist, Dirigent und Hochschulprofessor
- Johann Wolf († 1982), rumäniendeutscher Literaturwissenschaftler und Hochschullehrer am Germanistischen Lehrstuhl der Philologischen Fakultät an der Universität des Westens Timișoara
- Ioan Mureșan († 1983), Mediziner, Chirurg
- Rudolf Schati († 1984), Schauspieler, Theaterleiter, Regisseur und Gründungsmitglied des Deutschen Staatstheaters Temeswar
- Iván Frigyér († 1987), Ordinarius substitutus im Bistum Timișoara
- Ferdinand Hauptmann († 1989), Ordinarius substitutus des Bistums Timișoara
- Bruno Würtz († 1992), Germanist, Philosoph, Theaterkritiker und Intendant des Deutschen Staatstheaters Temeswar
- Johann Székler († 1997) Intendant des Deutschen Staatstheaters Timișoara und Repräsentant der rumäniendeutschen Minderheit in der Volksrepublik und Sozialistischen Republik Rumänien
- George Șerban († 1998), rumänischer Journalist, Politiker, Schriftsteller und Verfasser der Proklamation von Timișoara
- Pius Brânzeu († 2002), Chirurg, Professor der Medizin
- Petru Drăgan († 2007), Urologe und Chirurg, erste Nierentransplantation in Timișoara
- Anca Parghel († 2008), Sängerin des Modern Jazz
- Marcel Turcu († 2014), rumänischer Schriftsteller und Poet
- Karl Singer († 2015), Hochschullehrer an der West-Universität Temeswar, Gründungsmitglied und Vorsitzender des Demokratischen Forums der Deutschen im Banat

## Persönlichkeiten, die mit Timișoara in Verbindung stehen

Claudius Florimund Mercy

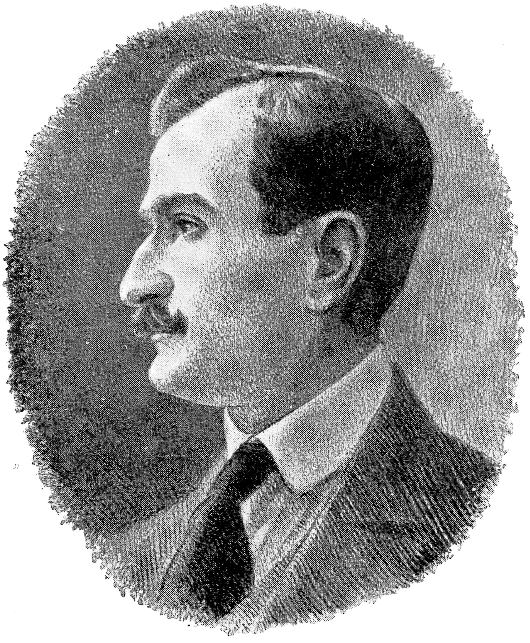
Traian Vuia

Else Kornis

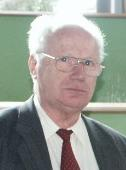
Karl Fritz Lauer

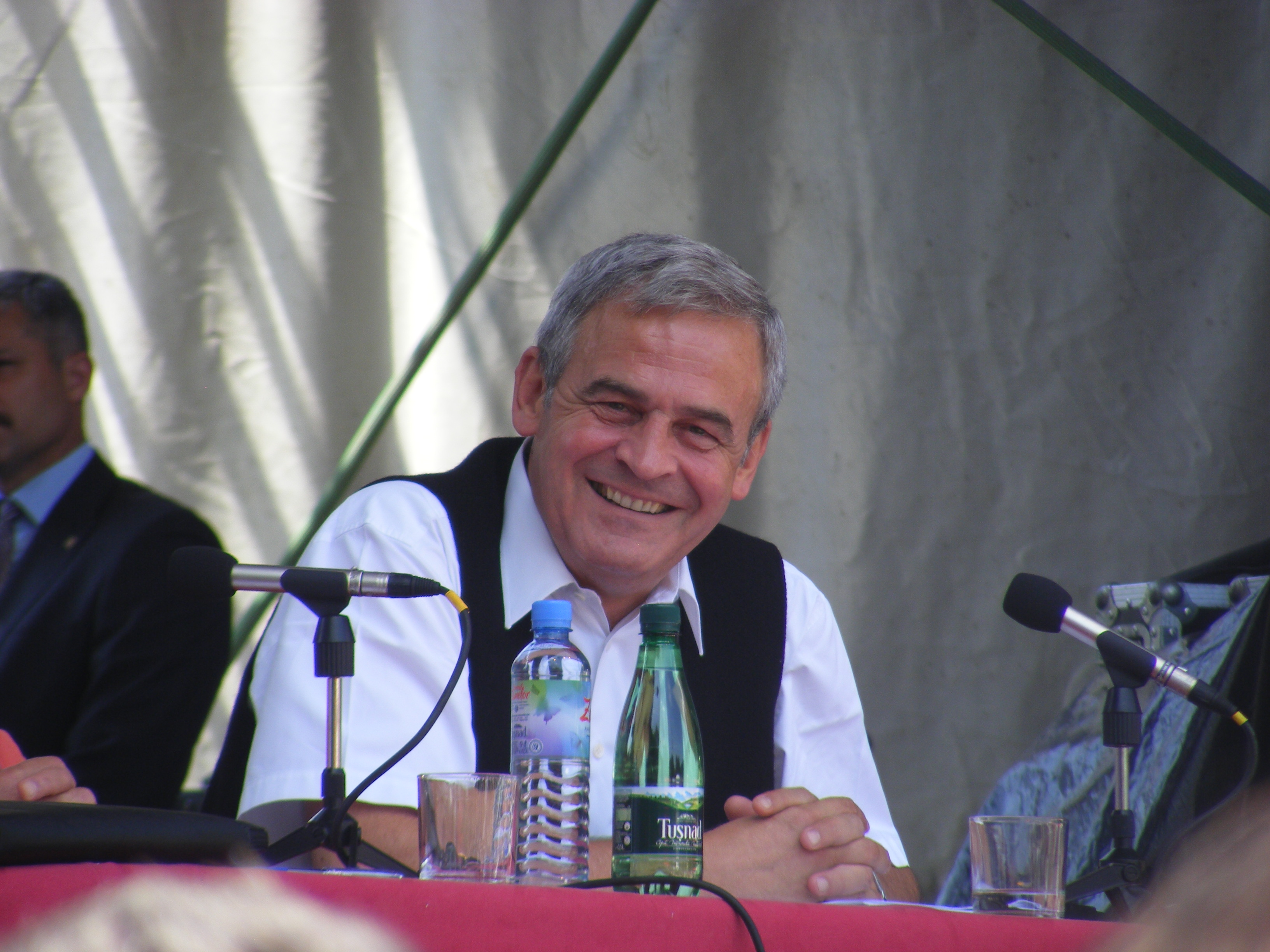
László Tőkés

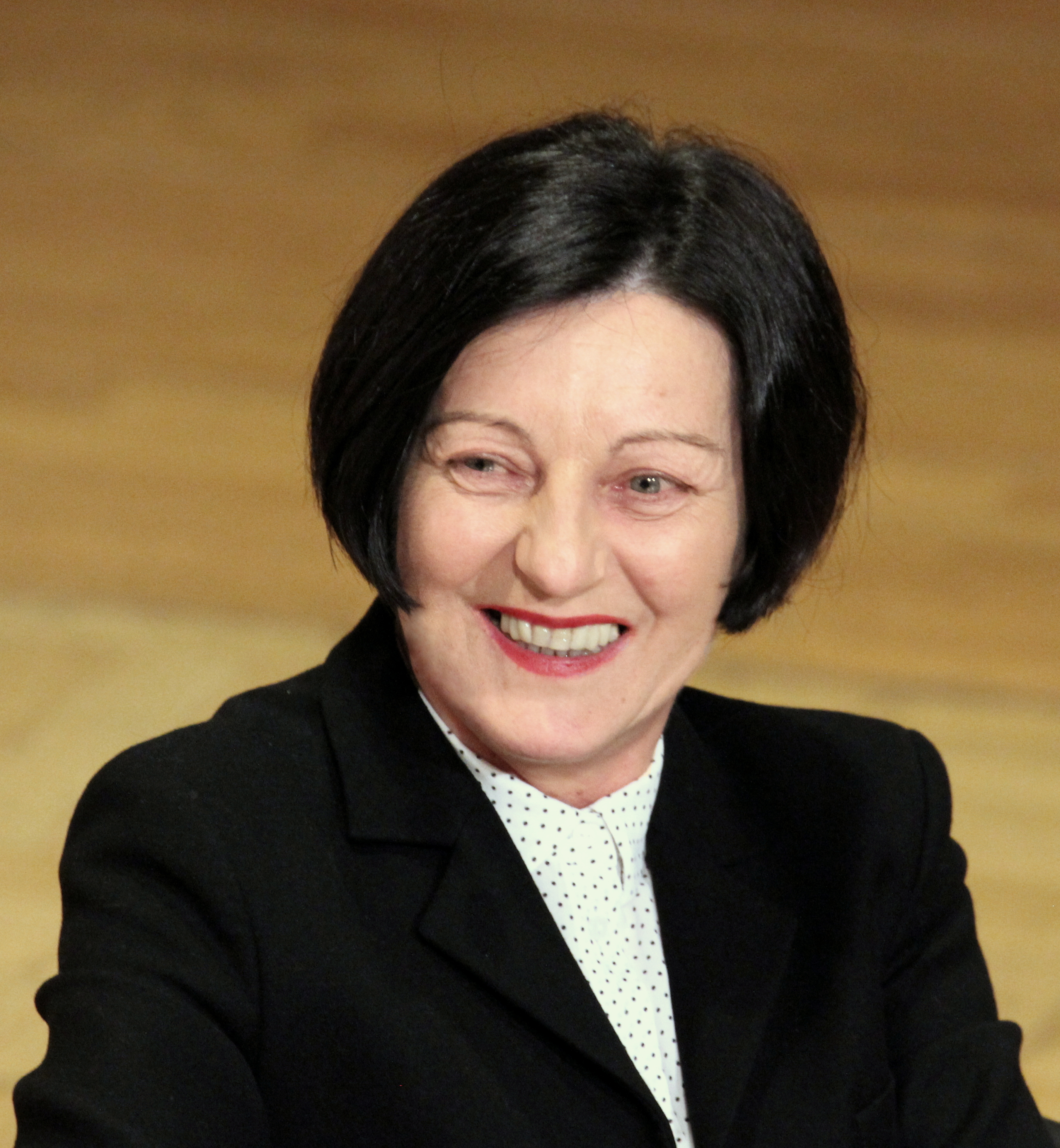
Herta Müller

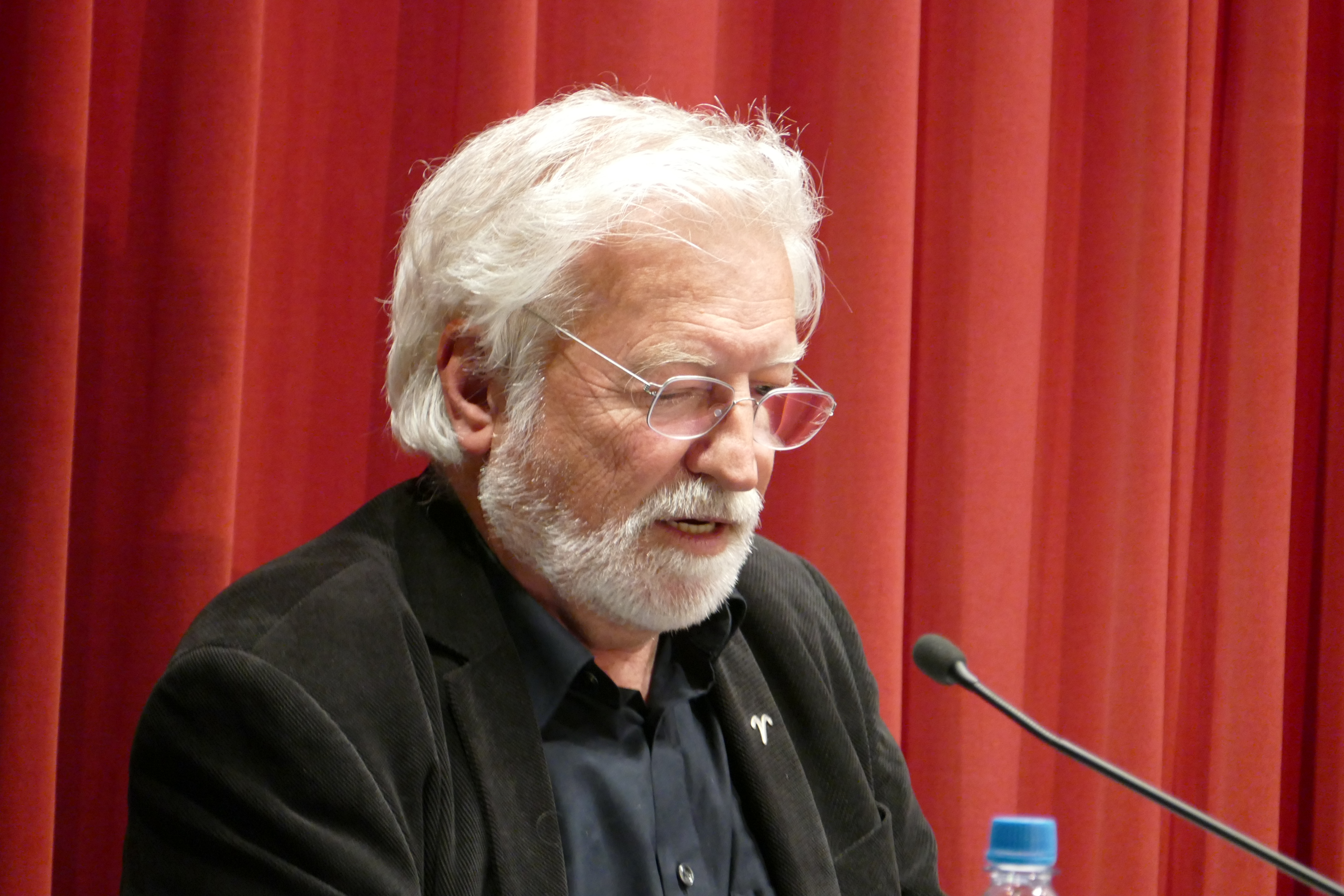
Horst Samson

- Claudius Florimund Mercy (1666–1734), österreichischer Feldmarschall und Gouverneur von Temesvár
- Johann Andreas Graf von Hamilton (1679–1738), Kommandierender General des Temescher Banats und Militärpräsident der Landesadministration in Temeswar
- Nikolaus Lenau (1802–1850), deutscher Dichter
- Otto Alscher (1880–1944), rumäniendeutscher und österreichischer Schriftsteller
- Gregor Csiky (1842–1891), ungarischer Schriftsteller
- Adam Müller-Guttenbrunn (1852–1923), Dichter, Dramatiker und Romancier
- Karl Kraushaar (1858–1938), Pädagoge, Journalist, Sachbuchautor und Bankier
- Traian Vuia (1872–1950), rumänischer Luftfahrtpionier
- Reinhold Heegn (1875–1925), Obergespan während der serbischen Besetzung des Banats 1919
- Stefan Jäger (1877–1962), Maler des donauschwäbischen Lebens
- Else Kornis (1889–1983), deutschsprachige Kinderbuchautorin
- Hildegardis Wulff (1896–1961), Ordensgründerin und Priorin
- Hans Röhrich (1899–1988), Chirurg und Universitätsdozent
- Franz Ferch (1900–1981), Maler
- Fenelon Sacerdoțeanu (1902–1982), Allgemeinarzt im Umfeld von König Karl II. von Rumänien, Oberst der Rumänischen Armee und Präsident der Gewerkschaft SLOMR Temeswar.
- Hans Weresch (1902–1986), rumäniendeutscher Lehrer, Forscher und Kulturpolitiker
- Peter Lamoth (1908–1995), Hochschullehrer und Interessenvertreter der Rumäniendeutschen
- Lazăr Sfera (1909–1992), rumänischer Fußballspieler
- Hans Wolfram Hockl (1912–1998), banatschwäbischer Mundartautor
- Hans Kehrer (1913–2009), rumäniendeutscher Dichter, Dramatiker, Schauspieler
- István Klimek (1913–1988), rumänischer Stürmer der Fußballnationalmannschaften in Timișoara
- Julius Stürmer (1915–2011), deutscher Maler und Grafiker
- Franz Klein (1919–2008), Obmann des Verbandes der Banater Schwaben Österreichs
- Panait Stănescu-Bellu (1920–2012), Rechtsanwalt und Kunstmaler[5]
- Josef Norbert Rudel (1921–2006), Schriftsteller
- Alexander Ternovits (* 1929), Schauspieler und Ehrenbürger
- Franz Heinz (* 1929), deutscher Journalist und Schriftsteller
- Hans Linder (1930–2004), Germanist, Theaterwissenschaftler und Intendant am Deutschen Staatstheater Temeswar
- Franz Remmel (1931–2019), Journalist, Ethnologe und Schriftsteller
- Heinrich Lauer (1934–2010), Schriftsteller und Journalist
- Annemarie Podlipny-Hehn (* 1938), Schriftstellerin und Kunstkritikerin
- Paul Neagu (1938–2004), Zeichner, Bildhauer, Maler und Performance Artist
- Karl Fritz Lauer (1938–2018), rumänisch-deutscher Agrarwissenschaftler für Phytopathologie und Herbologie
- Günter Kappler (* 1939), deutscher Wissenschaftler
- Josef Jakob (* 1939), rumänischer Handballspieler und -trainer
- Herbert Bockel (* 1940), Literaturlehrer und Forscher
- Walter Andreas Kirchner (* 1941), deutscher Bildhauer, Maler und Grafiker
- Păun Otiman (* 1942), rumänischer Agrarwissenschaftler und Ökonom
- Walter Engel (* 1942), Literaturkritiker, Forscher und Publizist
- Martin Roos (* 1942), Bischof von Temeswar
- Gerhardt Csejka (1945–2022), Rumänischübersetzer und Essayist
- Johann Lippet (* 1951), österreichischer Schriftsteller
- William Totok (* 1951), rumäniendeutscher Schriftsteller und Publizist
- Thomas Rabe (* 1951), Professor für Gynäkologie und Geburtshilfe sowie Autor
- Uwe Erwin Engelmann (1951–2024), rumäniendeutscher Schriftsteller
- Werner Kremm (* 1951), rumänischer Autor und Journalist und Mitglied der 1972 gegründeten rumänischen Literatengemeinschaft Aktionsgruppe Banat
- Ernest Wichner (* 1952), deutscher Schriftsteller
- László Tőkés (* 1952), Bischof der Ungarischen Reformierten Kirche, gilt als einer der Auslöser für die Rumänische Revolution 1989
- Richard Wagner (1952–2023), Schriftsteller
- Herta Müller (* 1953), Schriftstellerin, Trägerin des Nobelpreises für Literatur 2009
- Alexander Stefi (1953–2016), deutscher Schauspieler
- Horst Samson (* 1954), deutschsprachiger Schriftsteller und Journalist aus Rumänien
- Franz Metz (* 1955), Musiker, Organist, Dirigent
- Paul Pirsan (* 1956), rumänischer Agrarwissenschaftler und Rektor der USAB-TM
- Manfred Engelmann (1956–2023), deutscher Magister und Bundeskulturreferent der Landsmannschaft der Banater Schwaben
- Helmuth Frauendorfer (1959–2024), deutscher Schriftsteller und Journalist
- Walter Roth (* 1959), deutscher Schauspieler und Verleger
- Ioan Almășan (* 1962), rumänischer Fußballtorhüter
- Ovidiu Ganț (* 1966), rumäniendeutscher Politiker und ehemaliger Schulleiter des Nikolaus Lenau Lyzeums
- Alexandra Gandi-Ossau (* 1968), Theaterregisseurin und ehemalige Intendantin des Deutschen Staatstheaters Temeswar
- Laura Cheie (* 1969), Germanistin und Lektorin an der Universität des Westens Timișoara sowie ehemaliger Kulturattaché an der rumänischen Botschaft in Wien, Österreich
- Lucian Vărșăndan (* 1975), Intendant des Deutschen Staatstheaters Temeswar